# Aurdalsegga
Der Aurdalsegga (norwegisch für Gerölltalgrat) ist ein unregelmäßig geformter Gebirgskamm im ostantarktischen Königin-Maud-Land. Sie ragt über eine Länge von 8 km unmittelbar südöstlich des Aurdalen in der Südlichen Petermannkette des Wohlthatmassivs auf. Zu ihr gehört Mount Nikolayev.
Entdeckt und kartiert wurde der Gebirgskamm bei der Deutschen Antarktischen Expedition 1938/39 unter der Leitung des Polarforschers Alfred Ritscher. Teilnehmer der Dritten Norwegischen Antarktisexpedition (1956–1960) nahmen anhand eigener Vermessungen und mithilfe von Luftaufnahmen eine neuerliche Kartierung vor und gaben der Formation ihren an das gleichnamige Tal angelehnten Namen.